# Élections législatives de 1988 aux îles Féroé
Les élections générales féroïennes se sont tenues le 17 novembre 1988. Ces élections ont été marquées par la victoire du Parti du peuple qui obtient 8 des 32 sièges composant le Løgting.

## Résultats
| Parti | Parti                           | Voix   | %    | Sièges | +/-        |
| ----- | ------------------------------- | ------ | ---- | ------ | ---------- |
|       | Parti du peuple (A)             | 6 692  | 23,2 | 8      | 1          |
|       | Parti social-démocrate (C)      | 6 233  | 21,6 | 7      | 1          |
|       | Parti de l'union (B)            | 6 616  | 21,2 | 7      | stagnation |
|       | Parti républicain (E)           | 5 520  | 19,2 | 6      | stagnation |
|       | Parti de l'autogouvernement (D) | 2 033  | 7,1  | 2      | stagnation |
|       | Parti populaire chrétien (F)    | 1 582  | 5,5  | 2      | stagnation |
|       | Parti du progrès (G)            | 617    | 2,1  | 0      |            |
|       | Indépendants                    | 13     | 0,0  | 0      |            |
| Total | Total                           | 28 806 | 100  | 32     | stagnation |